# Władysław Turowski (pisarz)
Władysław Turowski (ur. 26 maja 1906 w Kępnie, zm. 1 września 1983 w Koszalinie) – polski pisarz, poeta i kompozytor.

## Życiorys
Urodził się w Kępnie, gdzie ukończył szkołę powszechną, a następnie gimnazjum. Następnie zdobył wykształcenie muzyczne, został dyrygentem i kompozytorem. W 1945 w ramach akcji przesiedleńczej trafił do Koszalina, gdzie podjął pracę w tworzonym oddziale Polskiego Radia.
Na początku lat 60. XX wieku współpracował też z koszalińskim oddziałem Funduszu Wczasów Pracowniczych, gdzie był kierownikiem wydziału kultury. Zasłynął stworzeniem chóru „Ławica”, który składał się z pracowników FWP i żołnierzy z jednostki w Unieściu.
Jest autorem słów i kompozytorem muzyki do hymnów Kępna („Piosenka jubileuszowa”) i Koszalina („Pieśń o Ziemi Koszalińskiej”).
Inne utwory jego autorstwa, to operetka „Studenteria”, widowisko muzyczne „Jantarowy kwiat” oraz piosenki patriotyczne, m.in. poświęcone rodzinnemu miastu „Piosenka prosta o moim Kępnie”, „Ach gdybym tak”, „Kępińska Alma Mater”.
W Kępnie jest patronem ulicy, w Koszalinie - ulicy i parku. W obu miastach hymny skomponowane przez Władysława Turowskiego są grane w południe.
Pochowany na Cmentarzu Komunalnym przy ul. Gnieźnieńskiej w Koszalinie w Alei Zasłużonych (kwatera AZ-2, rząd 1, grób 30).